# Aleuritopteris gigantea
Aleuritopteris gigantea är en kantbräkenväxtart som beskrevs av Saiki. Aleuritopteris gigantea ingår i släktet Aleuritopteris och familjen Pteridaceae. Inga underarter finns listade.